# Honold Logistik Gruppe
Honold ist ein Anbieter von Logistik, Transport und Immobilien. Die im Corporate Design eingesetzte Signalfarbe Grün steht für ökologische Immobilien-Entwicklung und effizientes Handeln unter Einsatz moderner SAP-Technologien. Das Unternehmen will technologischen Benchmark setzen und beschäftigt 1.400 Mitarbeitende an 25 Standorten mit insgesamt über 910.000 Quadratmetern Fläche. Gegründet wurde das Unternehmen 1879 in Ulm.

## Unternehmensdaten
Honold ist eines der großen Transport-Logistikunternehmen sowie Immobilienentwickler in Deutschland und Rumänien. Die Schwerpunkte liegen im Bereich Verteidigung, Reifen, Flugzeug, Pharma, Automotive. Honold ist an den deutschen Transportnetzwerken Cargoline, Night Star Express, NG.Network sowie Cargo Digital World beteiligt. Das Unternehmen ist ebenfalls Gründungsgesellschafter des Deutschen Paketdienstes, Night Star Express und NG.Network.

## Geschichte
1879 gründete Heinrich Honold das Unternehmen als Königlich Bayerisches Rollfuhrunternehmen in Ulm. Während des Zweiten Weltkrieges war Honold verantwortlich für die Kinderlandverschickung und die Versorgung der Bevölkerung mit Lebensmitteln in der Region Neu-Ulm/Ulm durch den Abtransport der Güter vom Bahnhof. Die Honold Spedition wirkte nach dem Krieg an der Bauholzversorgung der Stadt Neu-Ulm mit. In den 1960er Jahren erfolgte der Aufbau der Kraftwagenspedition. 1976 gründete Honold gemeinsam mit anderen Speditionen den Deutschen Paketdienst. Ebenfalls erfolgten weitere Kooperationsgründungen im Bereich Textil mit der Deutschen Textil Logistik, SystemGut, SystemAlliance, Piguin.
In den 1990er Jahren erfolgte der Ausbau des Deutschen Paket Dienstes (DPD; heute Dynamic Parcel Distribution) in Tschechien (Ústí, Prag, Brünn, Olmouc, Ostrava, Hradec) sowie in der Schweiz (Bellinzona, Bad Ragaz, Schaffhausen, Zürich) und in den neuen Bundesländern (Cottbus, Dresden). Die Kooperation Night Star Express wurde von Hans Heiner Honold 1997 initiiert. 2018 übernahm Honold mit Hellmann den Night Star Express Partner Eiltrans. Ab 2000 wurde die Internationalisierung ein Schwerpunkt mit Standorten in Rumänien, China, Slowakei, Dänemark, Ungarn sowie in Russland.
Ab dem Jahr 2010 wurde die Immobilienentwicklung ausgebaut. Standorte in Hünfeld, Neu-Ulm, Bellheim, Hannover, Aachen, Timisoara, Memmingen, Korbach, Flensburg, Herbrechtingen, Mosonmagyaróvár, Augsburg wurden entwickelt. Größere Standorte mit jeweils über 40.000 m² Logistikfläche befinden sich in Aachen, Augsburg, Bellheim, Timisoara, Dettingen und Neu-Ulm. Im Jahr 2021 wurden jeweils 80.000 m² Grundstücke in Giengen, Dettingen erworben. 2022 übernahm Honold die Gertner Express GmbH in Altentreptow, deren Auslieferungsgebiet Berlin und Brandenburg umfasst. 2024 wurde in Butzbach eine weitere Logistikimmobilie für einen High-Tech-Kunden errichtet.